# .dd
.dd（源自德意志民主共和国一词的德語：中“Deutsche Demokratische”的缩写“DD”）是互联网号码分配局（IANA）计划分配给原德意志民主共和国（即东德）的国家及地区顶级域（ccTLD），但因为两德统一，分配操作从未在根域名服务器上发生。有考证显示，该域仅在德国耶拿大学内部用于电子邮件服务器，即“uni-jena.dd”。
需要注意的是，在IANA根据语言代码整理的顶级域参考文件中可找到.dd的踪影，但显示信息为“已于1990年10月30日废除”。

## 外部連結
- Usenet上对该域的讨论：. Newsgroup: de.admin.misc. 1998-07-21  [2017-11-11]. Usenet: slrn6ra6k5.ii9.kk@moon.sesom.de. （原始内容存档于2012-11-04）.（德文）